# Sant'Elena all'Esquilino
Sant'Elena all'Esquilino, även benämnt Cappella di Sant'Elena, är ett kapell i Rom, helgat åt den heliga Helena. Kapellet är beläget i Rione Esquilino och tillhör församlingen Sant'Eusebio all'Esquilino. Kapellet tillhör Jungfru Marie franciskanmissionärer, en orden grundad av den saliga Marie de la Passion de Chappotin år 1877. I kapellet pågår ständig tillbedjan av det allraheligaste Sakramentet.
Kapellet uppfördes i nygotisk stil åren 1898–1899 efter ritningar av arkitekten Enrico Genuini. Korbågen har en latinsk inskrift med gotiska bokstäver: Et verbum caro factum est et habitavit in nobis, det vill säga  Och ordet blev kött och bodde bland oss (Johannesevangeliet 1:14).